# Вільям Л. Лоуренс
Вільям Леонард Лоуренс (англ. William Leonard Laurence; 7 березня 1888, Салантай, Ковенська губернія (зараз — Литва), Російська імперія — 19 березня 1977, Майорка, Іспанія) — американський науковий журналіст, відомий своєю роботою в газеті New York Times і тим, що висвітлював Мангеттенський проект, за що отримав прізвисько «Атомний Білл», лауреат двох Пулітцерівських премій.

## Життєпис

### Ранні роки
Вільям Лоуренс народився 7 березня 1988 року в містечку Салантай, в Ковенській губернії Російської імперії (зараз — Литва) в родині  побожного ортодоксального юдея Лімпана та Сари Пройс Зієв.При народженні йому було надано ім'я Лейб Вульф Зієв. Його батько присвячував більшу частину свого часу вивченню релігії, а мати — керувала невеликою сімейної крамничкою, в якій продавались переважно ліки.
Початкова освіта Лоуренса полягала в основному у вивченні івриту, німецької та російської мов у місцевого репетитора. Після бар-міцви у тринадцять років він вступив до школи з вивчення талмудизму. Водночас, однак, він почав багато читати про науку, літературу та філософію. Таке читання відкривало йому нові інтелектуальні перспективи, що різко суперечили релігійним вченням, які йому викладали у школі. В результаті вчителі незабаром побачили в ньому порушника порядку, і його відрахували зі школи.
Після школи Лоуренс переїхав до міста Лібау (зараз — Лієпая, Латвія), де заробляв на життя вчителем івриту. В Лієпаї, завдяки своїм симпатіям до радикальних політичних ідей, він зблизився з місцевими дисидентами. Під час революції 1905 року він брав участь у повстанні проти російських урядовців Латвії. Повстання було остаточно придушене, і Лоуренсу грозив арешт і, він втік з Російської імперії. Після втечі до Німеччини, сховавшись у бочці, він емігрував до США.

### Перші десятиліття в США
В США він спочатку недовго працював на текстильній фабриці в нью-йоркському Брукліні, а потім у 1906 році переїхав до Бостона, де влаштувався розносити квіти. Через два роки, накопичивши достатньо грошей на навчання, він вступив до Гарвардського університету, де вивчав драму, літературу та філософію, хоча університет заявив, що Лоуренс не отримував диплому. Він також змінив прізвище на Лоуренс, тому, що жив на Лоуренс-стріт в Кембриджі, Массачусетс. У 1913 році він отримав американське громадянство. На останньому курсі Лоуренс викладав грецьку філософію. Незабаром після цього, будучи співробітником школи в бостонському районі Роксбері, він зайнявся регулярним репетиторством студентів Гарварду.
Під час Першої світової війни Лоуренс служив в Корпусі зв'язку Армії США, а також відвідував в 1919 році у Франції Безансонський університет (зараз — Університет Франш-Конте). Він повернувся до Бостона в 1919 році і відкрив власний репетиторський заклад, Школу репетиторів Маунт-Оберн, яку закрив в 1921 році. Він також повернувся до навчання: почав відвідувати Гарвадську школу права в 1921 році та Школу права Бостонського університету, в якій в 1925 році отримав ступінь бакалавра. Крім того, Лоуренс почав писати п'єси і адаптував три п'єси з російської мови.
У 1926 році, спробувавши свої сили в написанні п'єс, він влаштувався на роботу головним репортером для газети New York World, де знайшов своє справжнє покликання. Коли йому доручили висвітлити лекцію американського інженера та філософа Джеймса Маккея, в якій той піддавав сумніву теорію відносності Альберта Ейнштейна, він написав статтю, яка продемонструвала його рідкісний дар зводити сучасну наукову теорію до зрозумілих термінів, що призвело до того, що його зрештою охрестили Босвеллом сучасної американської науки. Значною мірою завдяки цій статті газета New York Times найняла його своїм науковим репортером на повний робочий день у 1930 році.

### Робота вNew York Times
Адольф Окс, тодішній видавник New York Times, прагнув розширити висвітлення в газеті наукових тем і з цієї метою найняв в 1927 році Вальдемара Кемпферта для написання редакційних статей про науку, а в 1930 — Лоуренса, щоб той писав про наукові новини. Таким чином, газета зайнялась галуззю, яку досі оминали інші щоденні популярні видання. В 1931 році Лоуренс одружився із Флоренс Давідоу.
В New York Times Лоуренс висвітлював різні наукові новини в сфері медицини, хімії, фізики та астрономії. Так, він висвітлював конференції з виліковності раку, конференції щодо походження застуди та грипу та ролі вакцинації в попереджені цих хвороб, про розробку ліків, які б могли значно покращити розумові здібності та духовні якості людей, про гормони, як могли б зробити карликів вищими, та ін. Крім того, в 1930-х роках Лоуренс починає писати на тему атомної енергії: 29 червня 1930 року вийшла його стаття про те, як вчені зосереджені на вивченні питання вивільнення атомної енергії. 28 грудня 1931 року Лоуренс написав про експеримент, в якому вчені розрізнили ядро атома гелія, і, навіть, побачили його колір. Крім того, Лоуренс висвітлював гіпотези вчених щодо можливого складу ядра атома, експерименти вивільнення атомної енергії за допомогою дейтерію, створення радянськими вченими 40-тонного електромагніту, як частини пристрою, призначеного поділити ядро атому, експерименти з отримання атомної енергії за допомогою уповільнення руху нейтронів, відкриття нової атомної частинки нейтрино, тощо.
В 1934 році, відвідуючи наукову конференцію у Філадельфії, Лоуренс, разом із іншим журналістом Девідом Дейцем, заснував Національну асоціацію наукових письменників. Лоуренс також писав про винаходи різних вчених, і, іноді, завдяки цим статтям на вчених звертали увагу і просували їх в кар'єрі, як це сталося із Володимиром Зворикіним, американським вченим російського походження, який винайшов іконоскоп та кінескоп, про що писав Лоуренс в газеті.

### Перша Пулітцерівська премія
В 1936 році Лоуренс висвітлював Конференцію з нагоди трьохсотріччя Гарварду. Зокрема, він писав про те, що на конференції розповідатимуть про три сили, які тримають ядро атому, про покращений інсулін, який полегшує деякі ускладнення діабету, про який розповідалось на медичній сесії конференції, про виступ американського бізнесмена Вільяма Л. Клейтона, який закликав цінувати людей більше ніж машини, а також про церемонію закриття конференції та участь в ній президента США Франкліна Рузвельта. За цю роботу Лоуренс разом із іншими науковими журналістами отримав Пулітцерівську премію.

### Друга світова війна
Під час Другої світової війни Третій рейх окупував, в тому числі, і містечко Салантай, звідки походив Лоуренс. В містечку було вбито багато євреїв, серед яких були мати, сестра та брат Лоуренса. Лоуренс, тим часом, зосередився на висвітленні військових тем. Зокрема, він писав, про лікування інфекцій і запобігання шоку серед поранених.
Також в Лоуренс написав кілька статей про використання урану-235 для вивільнення атомної енергії. Так, в статті від 5 травня 1939 року Лоуренс написав, що вчені виявили, що вивільненню великої кількості атомної енергії сприяє застосування урану-235. В статті від 4 травня 1940 року Лоуренс писав, що вчені Колумбійського університету дійшли висновку, що завдяки урану-235 можна вивільнити енергію, що дорівнювала енергії, яку можна отримати з 12,5-25 тон вугілля. У воєнні роки Лоуренсу доводилось працювати в умовах цензури. У грудні 1943 та серпні 1944 року він просив дозволу в Управлінні цензури на публікацію статей про те, як уран може викликати атомні вибухи, і обидва рази йому було відмовлено.
7 вересня 1940 року в журналі Saturday Evening Post була опублікована стаття Лоуренса під заголовком «Атом здається» (англ. The Atom Gives Up), в якій той пояснював дослідження в галузі розщеплення атому. Лоуренс розумів важливість таких досліджень у воєнний час і очікував, що його стаття матиме гучний успіх. Однак стаття виявилась непоміченою. Пізніше виявилось, що на початку 1943 року службовці, відповідальні за безпеку атомних досліджень, звернулись до бібліотек по всій країні з проханням прибрати журнал з полиць.
На початку 1944 року генерал-майор Норман Т. Кірк, начальник медичної служби сухопутних військ, прагнув запевнити родини, що їхні сини та дочки отримують найкращий догляд. З цією метою найняв наукових авторів, які б консультували офіс медичного корпусу і складали прес-релізи про досягнення медичного корпусу. Одним з таких авторів був Лоуренс, дозвіл найняти якого Кірк отримав від керівництва газети.

### Мангеттенський проект

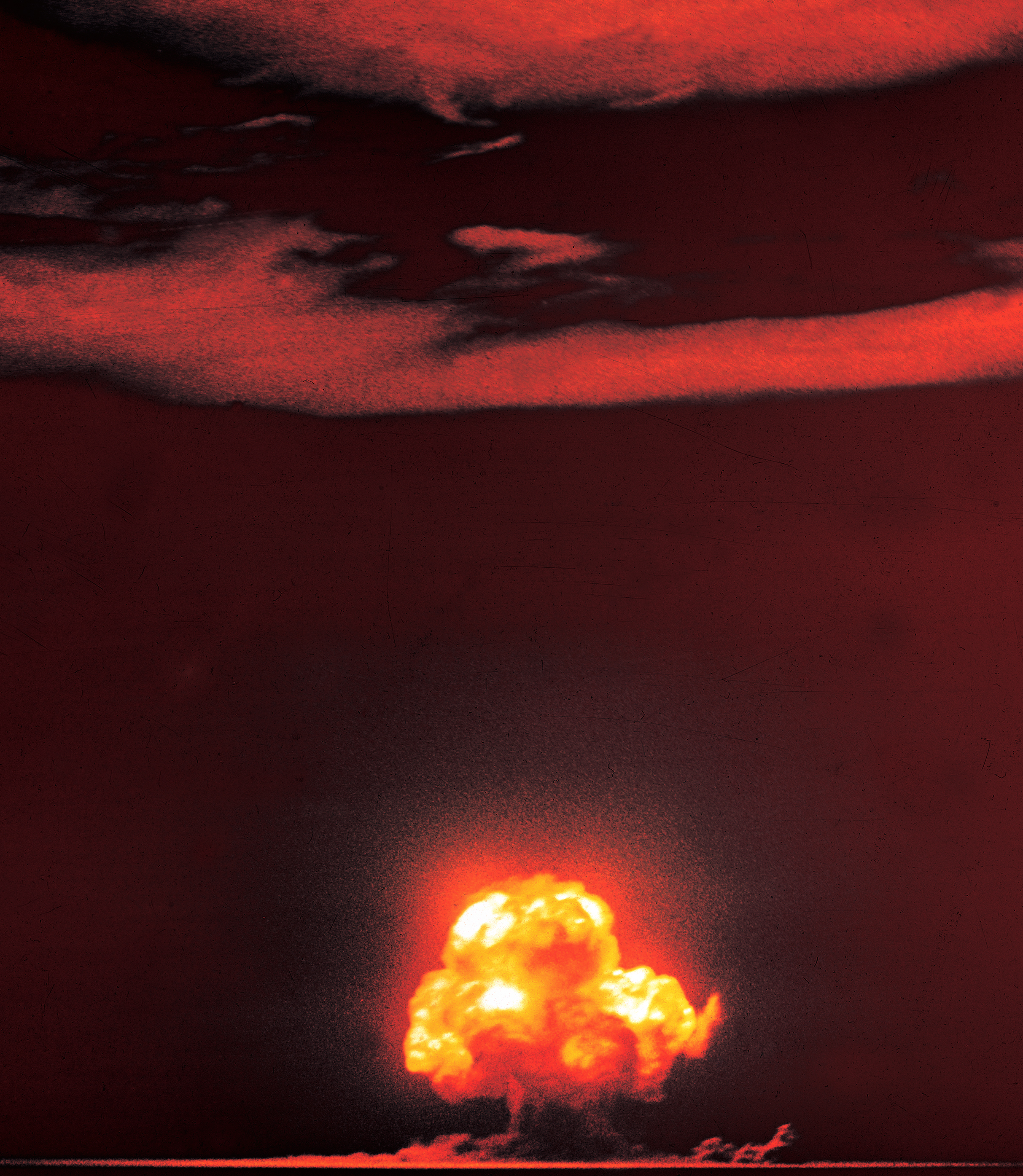
Трініті — перший випробувальний вибух атомної бомби. 16 липня 1945

Навесні 1945 року генерал Леслі Ґровс, очільник Мангеттенського проекту, звернувся до виконавчого редактора New York Times Едвіна Л. Джеймса із проханням надати в його розпорядження Лоуренса для виконання надсекретного військового завдання. Джеймс погодився, і протягом наступних місяців Лоуренс працював в Оукс-Риджі, Теннессі, одному з місць, де створювалась атомна бомба. Крім того, Лоуренс відвідував інші секретні місця, пов'язані з Мангеттенським проектом: Генфорд, штат Вашингтон та Лос-Аламос, Нью-Мексико. 16 липня 1945 року він став свідком Трініті — першого у світі випробування атомної зброї.
Лоуренс включився до дезінформаційної кампанії, запущеної Військовим міністерством, щоб приховати випробування атомної бомби. Зокрема, він написав для міністерства прес-реліз, в якому стверджувалось, що вибухнув склад боєприпасів. Переглянувши місцеві газети, федеральні агенти впевнились, що місцеві жителі повірили в таке пояснення.
Берґер писав, що у виконавчого редактора New York Times Джеймса, а також тодішнього видавника газети Артура Гейса Сульзберґера, було чітке уявлення про те, чим займався Лоуренс, однак, вони ніколи цього не обговорювали. За свою роботу Лоуренс отримав платню, як від New York Times, так і від Мангеттенського проекту.

### Ядерне бомбардування Хіросіми і Нагасакі

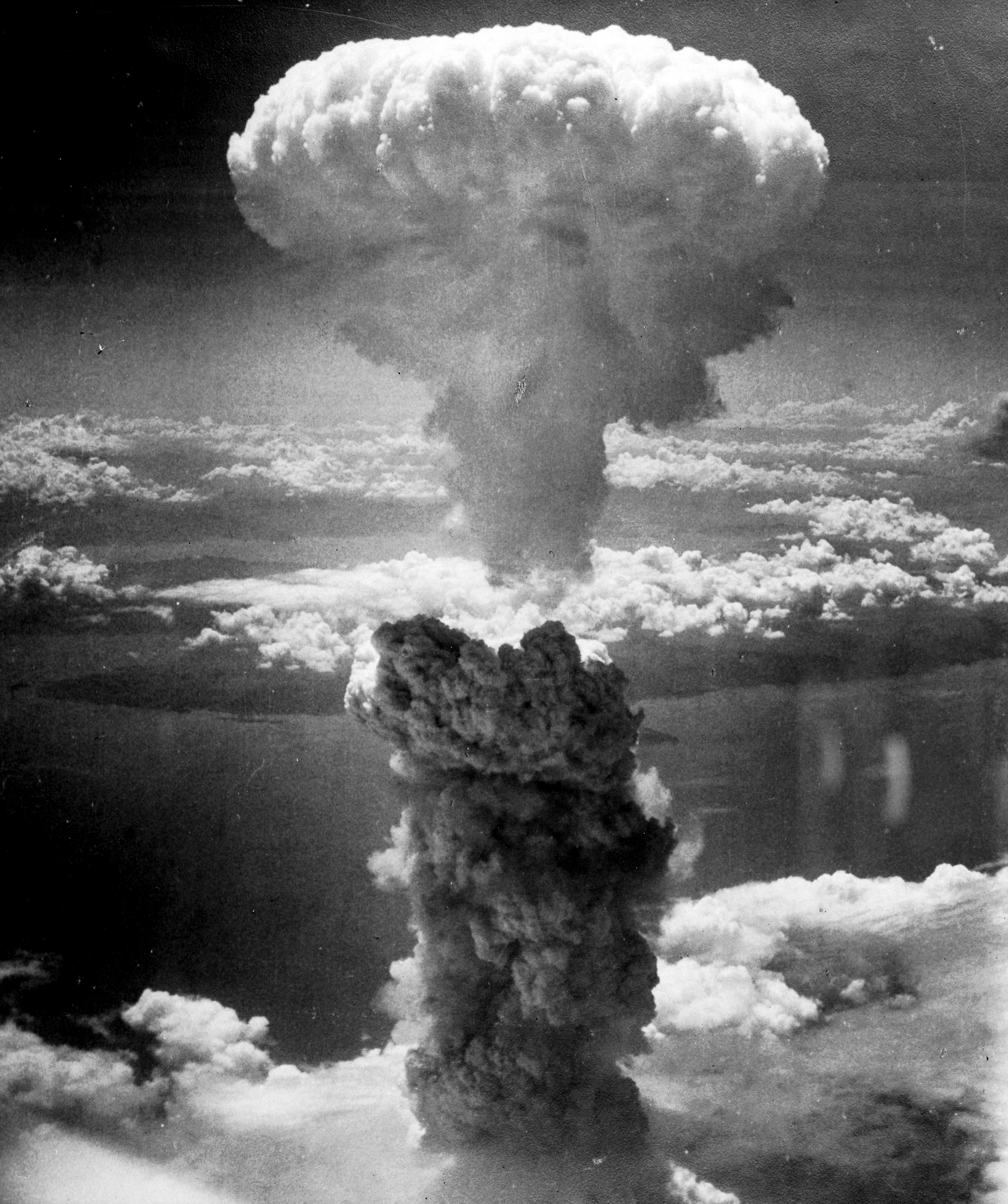
Грибоподібна хмара над Нагасакі після скидання ядерної бомби. 9 серпня 1945

В кінці липня 1945 році Лоуренс, в рамках роботи на Мангеттенський проект, перебував на острові Тініан, де виготовляли атомну бомбу, яку збирались застосувати в Японії. Лоуренс не був свідком ядерного бомбардування Хіросіми, оскільки генерал Кертіс Лемей висадив його з бомбардувальника Enola Gay, з якого скидали атомну бомбу на Хіросіму. Лоуренсу довелося задовольнитися обіцянкою другого пілота, що той вестиме журнал. Спочатку Лоуренсу дозволили написати статтю на 3000 слів про бомбардування Хіросіми, але військовий цензор на Тініані змусив скоротити її до 500 слів. Однак, стаття так і не вийшла: з невідомих причин відправку статті зупинили на Гуамі. Перші газетні звіти про бомбу в Хіросімі складалися з історій, написаних Лоуренсом тижні назад.
Під час бомбардування Нагасакі Лоуренс знаходився на борту бомбардувальника Great Artiste, який супроводжував бомбардувальник, з якого скидали бомбу на місто. Статтю про бомбу в Нагасакі він писав вже на Гуамі. Уряд США намагався применшити руйнівний вплив радіації, і Лоуренс сумлінно слідував урядовій лінії. Через кілька тижнів після бомбардування Хіросіми, 12 вересня 1945 року, на першій шпальті New York Times вийшла стаття Лоуренса, в якій той стверджував, що руйнівна сила атомного вибуху, а не радіація, знищила місто та його жителів. Він називав «японською пропагандою» твердження про те, що невидимі промені бомби спричинили тисячі жертв.

### Друга Пулітцерівська премія
В 1946 році Лоуренс отримав другу Пулітцерівську премію за серію статей про Мангеттенський проект та бомбардування Хіросіми та Нагасакі, включаючи статтю, де він відкидав руйнівний вплив радіації. В 2005 році журналістка Емі Гудман, ведуча програми Democracy Now! разом із своїм братом журналістом Девідом Гудманом, закликала позбавити Лоуренса та New York Times цієї Пулітцеровської премії.

### Подальша робота вNew York Timesта останні роки
Лоуренс продовжував працювати в New York Times, і в 1956 році став науковим редактором газети, замінивши Вальдемара Кемпферта, який помер того ж року. Як науковий редактор, Лоуренс писав недільну колонку, керував висвітленням науки в газеті та був членом редакційної колегії. В травні 1956 року Лоуренс був присутній на випробуваннях термоядерної бомби в Тихоокеанських випробувальних полігонах. В 1964 році Лоуренс звільнився з посади у зв'язку із невдоволенням керівництва тим, що він працював на містобудівника Роберта Мозеса, та забезпечував йому сприятливе висвітлення його проектів в газеті. Після звільнення з газети Лоуренс почав повноцінно працювати на Мозеса. В 1968 році він з дружиною переїхав до Майорки, Іспанія, де і помер 19 березня 1977 року.

## Номінації та нагороди
Окрім двох Пулітцерівських премій, першу з який Лоуренс отримав за висвітлення Конференції з нагоди трьосотріччя Гарварду, а другу — за висвітлення Мангеттенського проекту та ядерного бомбардування Хіросіми та Нагасаки, Лоуренс також отримав Премію Джорджа Полка в 1949 році за висвітлення відкриття кортизону. Крім того, в 1958 році він був нагороджений Премією за тлумачення хімії для громадськості ім. Джеймса Т. Ґрейді та Джеймса Г. Стека.

## Особисте життя
В Лоуренса та його дружини не було дітей.

## Книги Лоуренса
Лоуренс написав кілька книг:
- «Світанок над точкою відліку: історія атомної бомби» (1946) (англ. Dawn Over Zero: The Story of the Atomic Bomb)
- «Ми не безпорадні: як ми можемо захистити себе від атомної зброї» (1950) (англ. We Are Not Helpless: How We Can Defend Ourselves against Atomic Weapons)
- «Пекельна бомба» (1951) (англ. The Hell Bomb)
- «Люди та атоми: Відкриття, використання та майбутнє атомної енергії» (1959) (англ. Men and Atoms: The Discovery, the Uses, and the Future of Atomic Energy)